# Слесарев, Константин Максимович
Константин Максимович Слесарев (1870—1921) — русский военный деятель, генерал-майор Генерального штаба, начальник Оренбургского казачьего военного училища (1908—1920). Участник Русско-японской войны и Гражданской войны на стороне Белого движения. Арестован сотрудниками ЧК за связь с повстанцами, расстрелян в марте 1921 года на Северной Двине.

## Биография
В 1889 году после окончания Владикавказского реального училища, поступил в Михайловское артиллерийское училище. В 1892 году после окончания училища был произведён в хорунжии и был выпущен в 4-ю конно-артиллерийскую  батарею. В 1894 году произведён в сотники.
В 1898 году после окончания Николаевской академии Генерального штаба с отличием по I разряду был произведён в подъесаулы. С 1899 года назначен старшим адъютантом 21-й пехотной дивизии. В 1900 году произведён в капитаны. С 1901 года — старший адъютант штаба Уссурийской конной бригады. С 1902 по 1904 год в качестве командира эскадрона отбывал ценз в Приморском драгунском полку, одновременно с 1903 года занимал должность старшего адъютанта штаба Приамурского военного округа и в этом же году был произведён в чин подполковника. С 1904 года участник Русско-японской войны в качестве старшего адъютанта управления генерал-квартирмейстера Манчжурской армии и начальник штаба Ляохейского отряда. С 1905 года состоял в распоряжении главнокомандующего на Дальнем Востоке и в распоряжении начальника Главного штаба Русской армии.
С 1906 года старший адъютант штаба Казанского военного округа. В 1907 году произведён в чин полковника с назначением штаб-офицером  управления 65-й пехотной резервной бригады. С 1908 года — начальник Оренбургского казачьего военного училища. В 1913 году произведён в генерал-майоры.
С 1918 года после революции и началом Гражданской войны в связи с тяжёлым положением в связи с наступлением частей Красной армии, училище во главе с К. М. Слесаревым было эвакуировано из Оренбурга в одну из областей Уральского казачьего войска, с 1919 года училище оказалось в Иркутске и перешло в подчинение штаба адмирала А. В. Колчака. В 1920 году после прихода частей Красной армии К. М. Слесарев был арестован, но вскоре был выпущен и вступил в ряды РККА, служил начальником Омской школы командного состава. В 1921 году вновь был арестован органами ВЧК и обвинён в контрреволюционной деятельности и вскоре расстрелян.

## Награды
- Орден Святого Станислава 3 степени (1900)
- Орден Святой Анны 3 степени с мечами и бантом (1905)
- Орден Святого Станислава 2 степени с мечами (1905)
- Орден Святого Владимира 4 степени с мечами и бантом (1905)
- Орден Святой Анны 2 степени с мечами (1906)
- Светло-бронзовая медаль на Георгиевской и Александровской ленте в память русско-японской войны 1904—1905 годов (1906)
- Орден Святого Владимира 3-й степени (1910)
- Орден Святого Станислава 1-й степени(1915)
- Орден Святой Анны 1 степени (ВП 30.07.1915)
- Орден Святого Владимира 2-й степени (ВП 06.12.1916)